# Krčma (Strážek)
Krčma (německy Kretschen) je malá vesnice, část městyse Strážek v okrese Žďár nad Sázavou. Nachází se asi 3 km na jihovýchod od Strážku. V roce 2009 zde bylo evidováno 14 adres. V roce 2001 zde trvale žilo 48 obyvatel.
Krčma leží v katastrálním území Meziboří o výměře 6,04 km2.